# Elektrodiepo (Petersburg)
Elektrodiepo (ros. Электродепо) – przystanek kolejowy w miejscowości Petersburg, w Rosji. Położony jest na linii z Dworca Bałtyckiego do Iwangorodu i Pskowa.